# SL-1
SL-1 (англ. Stationary Low-Power Reactor Number One — Стационарный низко-энергетический реактор №1) — американский экспериментальный ядерный реактор. Был разработан по заказу Армии США, для электроснабжения изолированных радиолокационных станций за полярным кругом и для линии раннего радиолокационного обнаружения. Разработка велась в рамках программы Argonne Low Power Reactor (ALPR) (см. Аргоннская национальная лаборатория).

## История разработки и конструкция

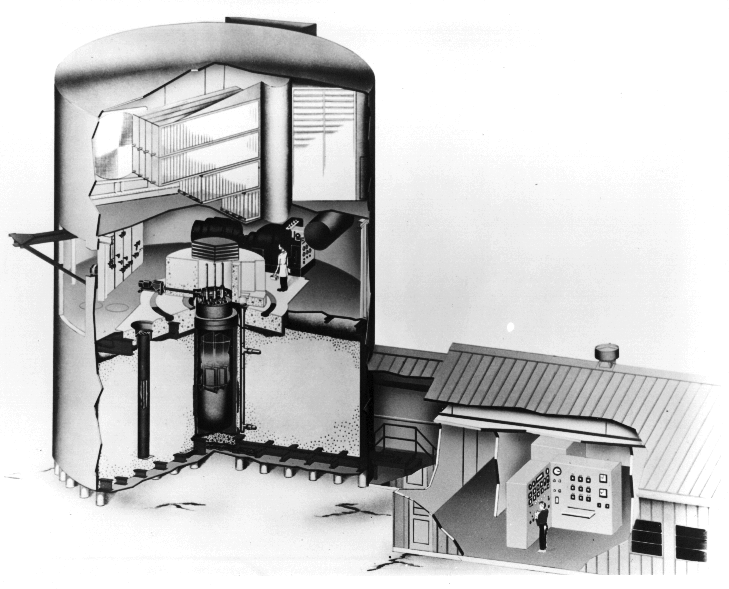
Реактор и здание цеха в разрезе

## Авария 1961 года
3 января 1961 года на реакторе при выполнении работ был по неустановленным причинам извлечен управляющий стержень, началась неуправляемая цепная реакция, топливо разогрелось до 2000 K, что привело к тепловому взрыву, убившему 3 сотрудников, а также к расплавлению реактора и выбросу в атмосферу 3 ТБк радиоактивного йода.
По Международной шкале ядерных событий аварии был впоследствии присвоен уровень 4 — Авария с локальными последствиями.

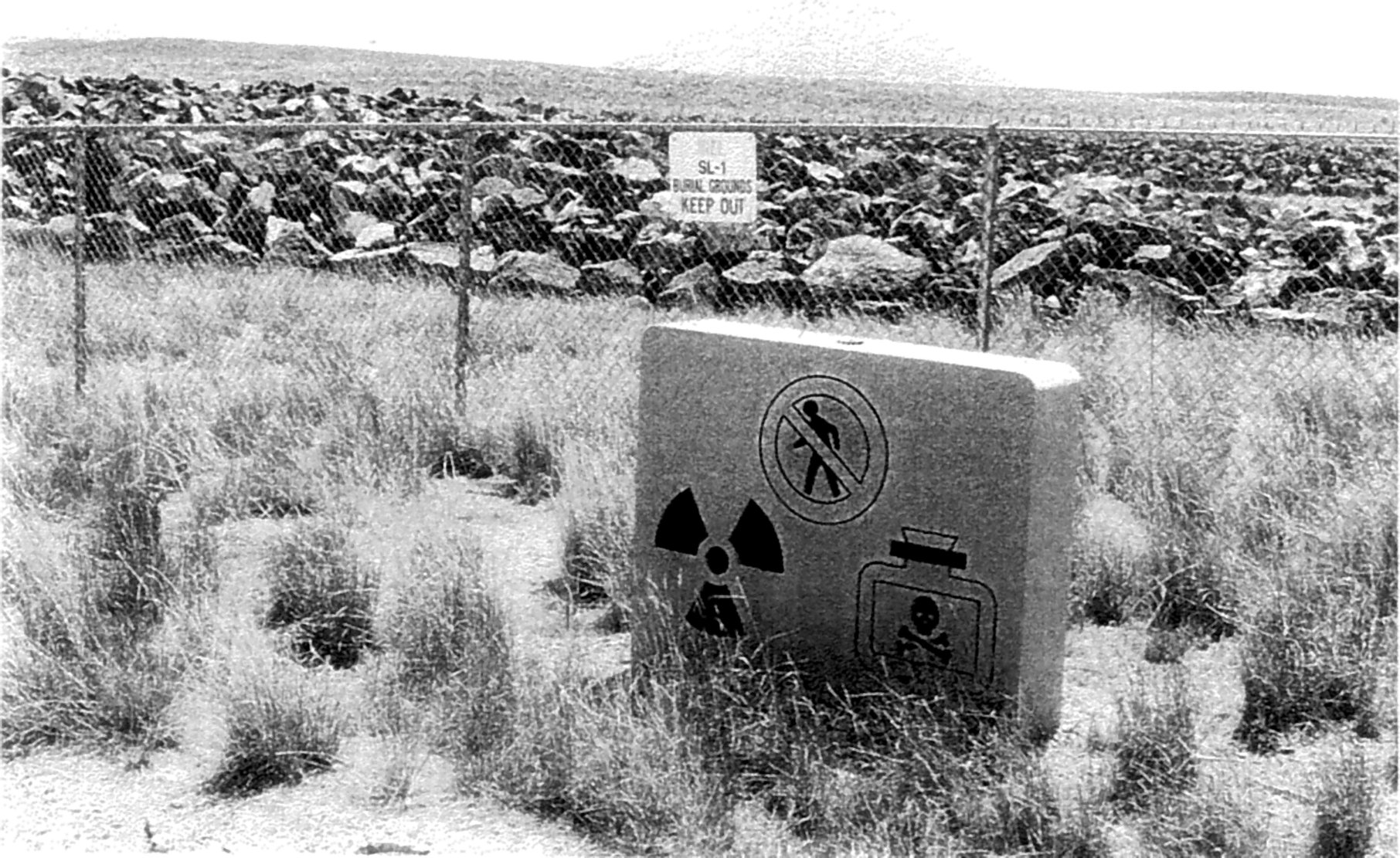
Могильник SL-1